# 帕劳-德圣欧拉利娅
帕劳德圣埃乌拉利亚，是西班牙加泰罗尼亚赫罗纳省的一个市镇。总面积9平方公里，总人口80人（2001年），人口密度9人/平方公里。